# 테리 맥더모트
테런스 맥더모트(영어: Terence McDermott, 1951년 12월 8일, 머지사이드 주 리버풀 ~)는 잉글랜드의 전직 프로 축구 선수로, 현역 시절 미드필더로 활약했다. "테리 맥"(Terry Mac)이라는 별칭으로도 알려진 그는 1970년대와 1980년대 초 리버풀에서 활약한 선수였고, 유러피언컵을 3번, 1부 리그를 5번 우승했다. 안필드 시절을 전후로, 그는 뉴캐슬 유나이티드에서 뛰었고, 2기 시절에는 전직 리버풀 동료였던 케빈 키건과 한배를 탔다. 국가대항전에서 그는 잉글랜드 국가대표팀 경기에 25번 출전했고, 유로 1980과 1982년 월드컵에 자국을 대표로 출전했다.
맥더모트는 지도자로도 오래 활동했는데, 뉴캐슬로 복귀해 키건 감독을 보좌했고, 케니 댈글리시가 취임한 곳을 따라 수석 코치로 활동했다. 그는 1999년에 셀틱에서 존 반스를 보좌했다. 맥더모트는 뉴캐슬로 복귀해 그레임 수네스를 보좌했고, 2008년까지 구단에 남았는데, 그 와중에 키건과도 잠시 재회했다. 그는 이후 허더즈필드 타운과 버밍엄 시티에서 리 클라크 감독을 보좌했다.

## 선수 경력

### 초기 경력
맥더모트는 1969년에 유소년 선수 신분으로 베리에 입단했다. 그는 베리에서 90번의 경기에 출전해 8골을 기록하고 1973년에 뉴캐슬 유나이티드로 이적했다. 조 하비 감독은 1973년 3월 17일에 올드 트래퍼드에서 열린 맨체스터 유나이티드전에서 뉴캐슬 유나이티드 첫 경기를 치르게 해 주었다. 그는 교체로 투입되었지만, 뉴캐슬의 1-2 패배를 막기에는 역부족이었다.
맥더모트는 1974년에 FA컵 결승전에 진출했다. 그러나, 뉴캐슬은 결승전에서 리버풀에 0-3으로 패하며 준우승에 머물렀다.

### 리버풀
빌 섕클리가 맥더모트를 1974년 11월에 머지사이드로 불러왔는데, 같은 해 리버풀에서는 그의 후임으로 밥 페이즐리 감독이 취임했다. 맥더모트는 11월 16일에 필 닐과 함께 구디슨 파크에서 진행된 에버턴과의 머지사이드 더비 경기에서 리버풀 첫 경기를 치렀다. 양 측 모두 결승골을 사냥하는데 실패하며 승점을 1점씩 나눠 가져갔다. 맥더모트의 첫 골은 1975년 3월 8일에 터프 무어에서 열린 번리와의 리그 경기에서 터졌고, 결과는 1-1 무승부였다.
이후 2년 동안, 맥더모트는 1군에 정착하는데 어려움을 겪었고, 기회를 잡아도 꾸준한 활약을 하지 못했다. 리버풀은 1975-76 시즌에 1부 리그와 UEFA컵을 우승했지만, 맥더모트는 리그 우승 메달을 목에 걸기에 출전 횟수가 적었지만, 유럽 정상에 오를 때에는 명단에 이름을 올렸다. 맥더모트는 1976년 여름에 이적할 것으로 의문이 제기되었으나, 그는 안필드에 잔류해 차기 시즌에 주축 선수로 우뚝 섰다.
맥더모트는 1977년에 주축 선수로 활약하며 리그 2연패에 일조했다. 또한 에버턴과의 FA컵 준결승전에서 문전 구석에서 등을 돌려 발등으로 차넣은 골은 BBC의 "이번 시즌의 골"로 선정되었다. 경기 결과는 2-2 무승부였고, 리버풀은 재경기 끝에 에버턴을 제압했다. 유러피언컵 준결승전을 승리한 리버풀은 FA컵과 유러피언컵 결승에 동시 진출했는데, 각각 결승전을 웸블리와 로마의 올림피코에서 1977년 5월에 나흘 간격으로 치르게 되었다. 그러나, 리버풀은 맨체스터 유나이티드와의 FA컵 결승전에서 패하면서 "3관왕"의 꿈이 무산되었다. 그러나, 나흘 뒤에 열린 결승전에서 맥더모트는 웃었는데, 그는 묀헨글라트바흐와의 유러피언컵 결승전에서 선제골을 기록해 리버풀의 3-1 승리를 견인했다.
1977년 12월 6일, 그는 함부르크와의 유러피언 슈퍼컵 2차전 경기에서 해트트릭을 넣었다.
리버풀은 1978년에 처음으로 리그컵 결승전에 처음으로 진출했는데, 맥더못은 이번 경기에서 웃지 못했다. 노팅엄 포리스트와 웸블리에서 맞붙은 경기는 득점 없는 무승부로 끝났고, 맥더모트의 골은 그가 공을 차려는 찰나에 케니 댈글리시가 오프사이드 위치에 서서 심판진이 취소해버렸다. 올드 트래퍼드에서 열린 재경기에서 노팅엄 포리스트가 논란의 페널티킥 선제골을 기록했는데, 맥더모트가 잘 차넣어 동점골을 넣은 것으로 보였지만 또다시 심판진이 그의 골을 취소했는데, 그 사유는 그가 팔로 공을 넘겨받은 것으로 보았기 때문이었다. 리버풀은 포리스트에 0-1로 패했고, 맥더모트는 욕설 섞인 경기 후 기자회견에서 자신이 가슴으로 공을 잘 받았다고 주장했다.
그 시즌 리그컵 우승의 무산은 리버풀이 유러피언컵 2연패를 달성하면서 전화위복이 되었는데, 리버풀은 웸블리에서 클뤼프 브뤼허를 1-0으로 이겼다.
그 다음 시즌, 맥더모트는 리버풀의 두고두고 회자되는 골을 성공시켰다. 그는 1978년 9월 2일에 열린 토트넘 홋스퍼와의 리그 경기에서 성공시켰다. 리버풀은 진영에서 공을 걷어내고 데이비드 존슨의 코너킥을 막을 준비하는 와중에 그가 넘긴 공을 스티브 헤이웨이가 좌측에서 받아 앞으로 달려나가는 맥더모트를 따라잡으려 시도했다. 몇 초 후, 헤이웨이가 쇄도하다가 공을 거침없이 가운데로 배급했고, 맥더모트가 63미터를 달려 머리로 토트넘 골망을 흔들었다. 이 골은 7-0 승리에 쐐기를 박은 마지막 골이었다.
이 시즌에 맥더모트의 리버풀은 리그 정상에 다시 올랐고, 그 다음 시즌인 1979-80 시즌도 리그 정상에 올랐는데, 맥더모트는 PFA 올해의 축구 선수와 FWA 올해의 축구 선수로 동시에 선정되어 같은 해 두 상을 모두 거머쥔 최초의 선수가 되었다. 그는 이 시즌에도 화이트 하트 레인에서 열린 토트넘 홋스퍼와의 FA컵 경기에서 또다시 회자되는 골을 기록했는데, 오스발도 아르딜레스가 골대 우측에서 흘린 공을 발등으로 공중에 날려 반대쪽 구석의 골망으로 집어넣었다.
1981년, 맥더모트는 리그컵을 처음으로 우승했는데, 리버풀은 결승전에서 웨스트 햄 유나이티드를 상대로 재경기 끝에 승리했다. 그 시즌 말, 리버풀은 레알 마드리드와 유러피언컵 결승전에서도 승리했다. 1982년에 리그와 리그컵을 동시에 석권했지만, 그의 리버풀에서의 입지는 약해졌다.

### 말년
맥더모트는 1982년 9월에 뉴캐슬 유나이티드로 복귀했다. 그는 뉴캐슬에서 전 리버풀 동료였던 케빈 키건, 그리고 신예였던 크리스 워들과 피터 비어슬리와 한배를 탔고, 뉴캐슬은 1984년에 풋볼 리그 1부로 승격되었다. 맥더모트는 1985년 1월에 뉴캐슬을 떠나 아일랜드의 코크 시티로 이적했다.
1985년부터 1987년까지, 맥더모트는 키프로스의 APOEL에서 이언 무어스와 함께 활약했는데, 키프로스 리그와 키프로스 슈퍼컵을 우승했다.

## 국가대표팀 경력
1977년 9월 7일, 론 그린우드 감독은 웸블리에서 0-0으로 비긴 스위스전에서 맥더모트에게 첫 국가대표팀 경험 기회를 주었다. 그는 1980년 9월 10일에 웸블리에서 열린 노르웨이와의 1982년 월드컵 예선전에 처음으로 골맛을 보았다. 맥더모트는 이 경기에서 페널티킥을 포함해 2골을 기록했고, 잉글랜드의 4-0 대승을 견인했다.
맥더모트는 이탈리아에서 열린 유로 1980에서 잉글랜드 선수단 명단에 이름을 올렸다. 그는 조별 리그 2경기를 출전했다. 맥더모트는 스페인에서 열린 1982년 월드컵에서도 선수 명단에 이름을 올렸지만 앞서 예선전 전 경기를 출전하고도 본선에서는 1경기도 출전하지 못했다. 그는 이후 잉글랜드 국가대표팀 경기에 출전하지 못했고, 이듬해 리버풀 소속으로 1경기에 교체 출전하는데 그쳤다.
그는 잉글랜드 국가대표팀에서 총 25번의 성인 국제경기에 출전해 3골을 넣었다.

## 감독 경력
케빈 키건이 1992년 2월 5일에 뉴캐슬 감독으로 취임하자, 키건은 맥더모트를 1군 수석 코치로 선임했다. 둘은 뉴캐슬 유나이티드의 1부 리그 복귀를 합작했고, 1996년에는 프리미어리그 우승 근처까지 갔지만, 결국 맨체스터 유나이티드에게 내주었다. 키건 감독이 사임한 후, 맥더모트는 케니 댈글리시의 수석 코치로 1년 더 잔류했다. 그는 댈글리시가 사임하면서 같이 떠났고, 뤼트 휠릿 후임 감독은 새로 수석 코치를 선임했다.
존 반스가 1999년 6월 8일에 셀틱의 감독으로 취임하자 맥더모트는 에릭 블랙과 수석 코치를 맡았고, 이들은 모두 인버네스 캘리도니언 시슬과의 2000년 2월 스코티시컵 경기에서 패하고 모두 해임되었다.
2005년, 맥더모트는 뉴캐슬로 복귀해 그레임 수네스의 수석 코치가 되었다. 2006년 2월에 수네스 감독이 해임되면서, 맥더모트는 글렌 로더, 샘 앨러다이스, 그리고 키건의 수석 코치를 맡았다. 키건이 2008년 9월에 사임하면서, 맥더모트도 애덤 새들러와 함께 구단을 떠났다.
2008년 12월 19일, 맥더모트는 리그 원의 허더즈필드 타운 수석 코치가 되어 리 클라크의 부관이 되었다. 2012년 2월에 클라크 감독이 해임되면서, 맥더모트도 해고장을 받았다. 2012년 6월, 그는 버밍엄 시티에 클라크의 수석 코치로 취임했다. 2014년 2월 17일, 1군의 데릭 페저컬리 감독과 맥더모트가 버밍엄을 떠난 것으로 보도되었다. 이후 구단은 보도 내용이 사실임을 확인시켰다.

## 사생활
맥더모트의 두 아들 닐과 그레그도 축구 선수들이었고, 닐은 게이츠헤드에서 활약했다. 그는 두 아들 외에도 레이첼이라는 딸도 있었다.
2021년 8월 22일, 그는 치매를 진단받은 것으로 알려졌다.

## 경력 통계

### 클럽
| 구단              | 시즌      | 리그      | 리그 | 리그 | 컵   | 컵 | 리그컵 | 리그컵 | 유럽 | 유럽 | 기타 | 기타 | 합계 | 합계 |
| 구단              | 시즌      | 리그명    | 출장 | 골   | 출장 | 골 | 출장   | 골     | 출장 | 골   | 출장 | 골   | 출장 | 골   |
| ----------------- | --------- | --------- | ---- | ---- | ---- | -- | ------ | ------ | ---- | ---- | ---- | ---- | ---- | ---- |
| 베리              | 1969–70   | 3부 리그  | 12   | 0    | 0    | 0  | 0      | 0      | —    | —    | —    | —    | 12   | 0    |
| 베리              | 1970–71   | 3부 리그  | 16   | 3    | 1    | 0  | 0      | 0      | —    | —    | —    | —    | 17   | 3    |
| 베리              | 1971–72   | 4부 리그  | 35   | 3    | 4    | 1  | 1      | 0      | —    | —    | —    | —    | 40   | 4    |
| 베리              | 1972–73   | 4부 리그  | 27   | 2    | 1    | 0  | 4      | 1      | —    | —    | —    | —    | 32   | 3    |
| 베리              | 합계      | 합계      | 90   | 8    | 6    | 1  | 5      | 1      | —    | —    | —    | —    | 101  | 10   |
| 뉴캐슬 유나이티드 | 1972–73   | 1부 리그  | 8    | 1    | 0    | 0  | 0      | 0      | —    | —    | 6    | 0    | 14   | 1    |
| 뉴캐슬 유나이티드 | 1973–74   | 1부 리그  | 36   | 4    | 10   | 3  | 2      | 1      | —    | —    | 7    | 0    | 55   | 8    |
| 뉴캐슬 유나이티드 | 1974–75   | 1부 리그  | 12   | 1    | 0    | 0  | 2      | 0      | —    | —    | 6    | 0    | 20   | 1    |
| 뉴캐슬 유나이티드 | 합계      | 합계      | 56   | 6    | 10   | 3  | 4      | 1      | —    | —    | 19   | 0    | 89   | 10   |
| 리버풀            | 1974–75   | 1부 리그  | 15   | 2    | 0    | 0  | 0      | 0      | 0    | 0    | 0    | 0    | 15   | 2    |
| 리버풀            | 1975–76   | 1부 리그  | 9    | 1    | 0    | 0  | 1      | 0      | 0    | 0    | —    | —    | 10   | 1    |
| 리버풀            | 1976–77   | 1부 리그  | 26   | 1    | 5    | 1  | 0      | 0      | 7    | 2    | 0    | 0    | 38   | 4    |
| 리버풀            | 1977–78   | 1부 리그  | 37   | 4    | 0    | 0  | 8      | 0      | 6    | 1    | 2    | 3    | 53   | 8    |
| 리버풀            | 1978–79   | 1부 리그  | 37   | 8    | 7    | 0  | 1      | 0      | 2    | 0    | 2    | 0    | 49   | 8    |
| 리버풀            | 1979–80   | 1부 리그  | 37   | 11   | 6    | 2  | 7      | 1      | 2    | 0    | 1    | 2    | 53   | 16   |
| 리버풀            | 1980–81   | 1부 리그  | 40   | 13   | 2    | 1  | 9      | 1      | 8    | 6    | 1    | 1    | 60   | 22   |
| 리버풀            | 1981–82   | 1부 리그  | 29   | 14   | 3    | 0  | 10     | 3      | 5    | 3    | 1    | 0    | 48   | 20   |
| 리버풀            | 1982–83   | 1부 리그  | 2    | 0    | 0    | 0  | 0      | 0      | 1    | 0    | 0    | 0    | 3    | 0    |
| 리버풀            | 합계      | 합계      | 232  | 54   | 23   | 4  | 36     | 5      | 31   | 12   | 7    | 6    | 329  | 81   |
| 뉴캐슬 유나이티드 | 1982–83   | 2부 리그  | 32   | 6    | 2    | 1  | 1      | 0      | —    | —    | —    | —    | 35   | 7    |
| 뉴캐슬 유나이티드 | 1983–84   | 2부 리그  | 42   | 6    | 1    | 0  | 2      | 1      | —    | —    | —    | —    | 45   | 7    |
| 뉴캐슬 유나이티드 | 합계      | 합계      | 74   | 12   | 3    | 1  | 3      | 1      | —    | —    | —    | —    | 80   | 14   |
| 경력 합계         | 경력 합계 | 경력 합계 | 452  | 80   | 42   | 9  | 48     | 8      | 31   | 12   | 26   | 6    | 599  | 115  |

1. ↑  유러피언컵 출전 기록
2. ↑  코파 안글로-이탈리아나 5경기, 텍사코 컵 1경기 출전 기록
3. 1 2  텍사코 컵 출전 기록
4. ↑  채리티 실드 1경기, 유러피언 슈퍼컵 3경기 출전 1골 기록
5. ↑  유러피언 슈퍼컵 출전 기록
6. 1 2  채리티 실드 출전 기록
7. ↑  인터콘티넨털컵 출전 기록

## 감독 통계
| 구단              | 국적     | 취임           | 해임            | 기록 | 기록 | 기록 | 기록 | 기록  |
| 구단              | 국적     | 취임           | 해임            | 전   | 승   | 무   | 패   | 율 %  |
| ----------------- | -------- | -------------- | --------------- | ---- | ---- | ---- | ---- | ----- |
| 뉴캐슬 유나이티드 | 잉글랜드 | 1997년 1월 8일 | 1997년 1월 14일 | 1    | 0    | 1    | 0    | 00.00 |

## 수상
뉴캐슬 유나이티드
- 텍사코 컵: 1973–74
- 코파 안글로-이탈리아나: 1973
- FA컵 준우승: 1973–74[24]

리버풀
- 1부 리그: 1975–76, 1976–77, 1978–79, 1979–80, 1981–82
- 풋볼 리그컵: 1980–81, 1981–82
- 채리티 실드: 1976, 1977 (공동 우승), 1979, 1980
- 유러피언컵: 1976–77, 1977–78, 1980–81
- UEFA컵: 1975–76
- 유러피언 슈퍼컵: 1977
- FA컵 준우승: 1976–77[25]

APOEL
- 키프로스 1부 리그: 1985–86
- 키프로스 슈퍼컵: 1986

개인
- 1부 리그 올해의 골: 1976–77
- PFA 1부 리그 올해의 팀: 1979–80
- PFA 올해의 선수: 1979–80
- FWA 올해의 선수: 1979–80
- 유러피언컵 득점왕: 1980–81

## 참고 문헌
- Kelly, Stephen F. (1988). 《You'll Never Walk Alone》. London: Queen Anne Press. ISBN 0-356-19594-5.